# Le Roi en jaune
 (juillet 2024).
Le Roi en jaune (The King in Yellow) est un recueil de nouvelles de l'écrivain américain Robert W. Chambers, publié en 1895.
Le recueil tire son nom d'une pièce de théâtre fictive du même titre, leitmotiv énigmatique qui parcourt les quatre nouvelles fantastiques et d'horreur composant la première partie de l'ouvrage. À une exception près, les récits suivants relèvent du roman d'amour, genre littéraire dans lequel Chambers se spécialise au cours de sa carrière. En tant qu'œuvre de jeunesse, Le Roi en jaune se singularise au sein de la production de l'écrivain.

## Intrigues
Les quatre premières nouvelles présentent en leitmotiv trois éléments spécifiques : une pièce de théâtre maudite en deux actes, Le Roi en jaune ; un être surnaturel, entité obscure et maléfique connue sous le nom de « Roi en jaune » ; enfin, un symbole inquiétant appelé le « Signe jaune. » Ces récits baignent dans une atmosphère oppressante et sont axés autour de personnages qui sont ou bien des artistes ou bien des dilettantes.

### Le Restaurateur de réputations

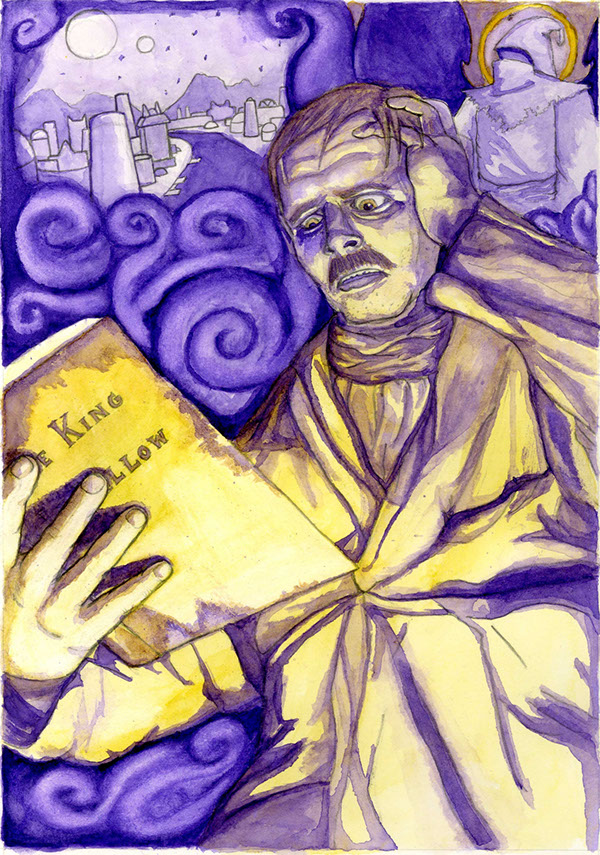
Le Restaurateur de réputations : Hildred Castaigne sombre dans la folie en lisant la pièce Le Roi en jaune.
Illustration de Tucker Sherry.

Le Restaurateur de réputations (The Repairer of Reputations) se déroule dans un New York futuriste (à l'époque de la publication), durant les années 1920 ; l'évolution historique imaginée par Chambers, très différente des faits connus du lecteur moderne, renforce l'effet de décalage et d'impression d'étrangeté.
À la suite d'une chute de cheval et de la lecture de la pièce interdite Le Roi en jaune, Hildred Castaigne est désormais affligé par une maladie mentale. Il ambitionne de devenir l'héritier du « dernier roi de la dynastie impériale d'Amérique » grâce à l'aide de M. Wilde, un étrange personnage autoproclamé « restaurateur de réputations. » Le contexte d'anticipation de la nouvelle, à savoir la ville de New York en 1925 (trente ans dans le futur à compter de la date de publication du récit), provient peut-être de l'esprit dérangé de Castaigne, ce personnage constituant un exemple type de narrateur non fiable.

### Le Masque
Le Masque (The Mask) se déroule dans le Paris fin de siècle.
Boris Yvrain, sculpteur d'origine franco-russe, expérimente dans son meublé parisien les propriétés d'un mystérieux liquide capable de transformer les êtres vivants en statues de marbre. Il vit par ailleurs une joyeuse vie de bohème avec sa compagne Geneviève et ses amis américains Jack Scott et Alec, narrateur et rival malheureux en amour du sculpteur.

### Le Signe jaune
Le Signe jaune (The Yellow Sign) se passe à New York à la fin du XIXe siècle.
Artiste new-yorkais, Jack Scott est troublé par l'apparence nauséeuse d'un veilleur de nuit œuvrant dans une église voisine. Tessie Reardon, modèle du peintre, est elle-même sujette à des cauchemars où apparaît le répugnant personnage. Scott apprend avec satisfaction la vente prochaine de l'église mais un soir, en longeant le sanctuaire, il n'en entend pas moins une question lancinante posée par le veilleur de nuit : « Avez-vous trouvé le Signe jaune ? ».

### La Cour du Dragon

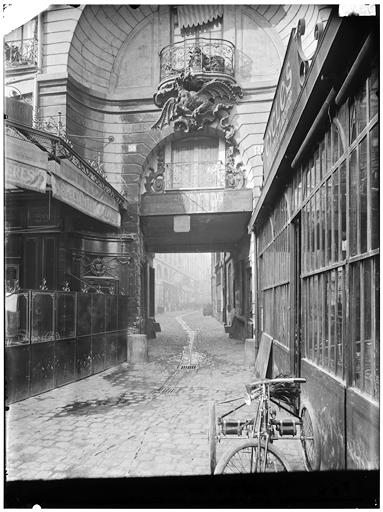
La Cour du Dragon, photographie d'Eugène Atget, vers 1900.

La Cour du Dragon (In the Court of the Dragon).

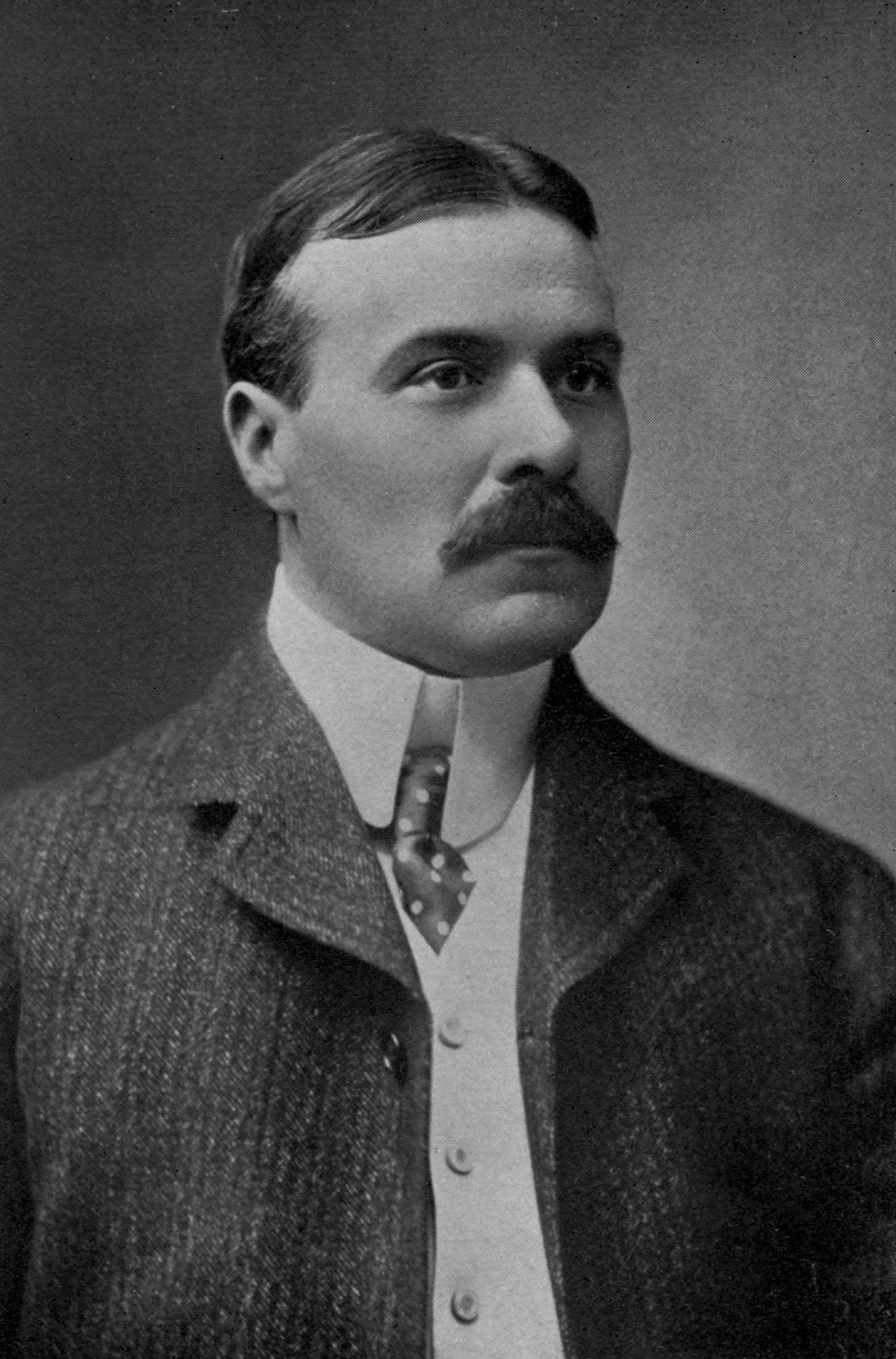
Robert William Chambers.

### La Demoiselle d'Ys
La Demoiselle d'Ys (The Demoiselle d'Ys).

### Le Paradis du prophète
Le Paradis du prophète (The Prophets' Paradise).

### La Rue des Quatre-Vents
La Rue des Quatre-Vents (The Street of the Four Winds).

### La Rue du premier obus
La Rue du premier obus (The Streets of the First Shell).

### La Rue Notre-Dame des Champs
La Rue Notre-Dame des Champs (The Street of Our Lady of the Fields).

### Rue barrée
Rue barrée (Rue Barrée).

### La pièceLe Roi en jaune

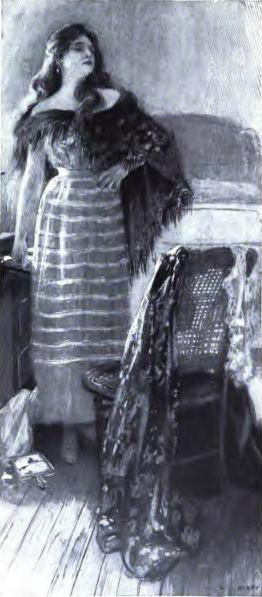
Tessie Reardon, modèle de l'artiste Jack Scott dans la nouvelle Le Signe jaune
(anonyme, édition illustrée du Roi en jaune, New York / Londres, Harper & Brothers Publishers, 1902).

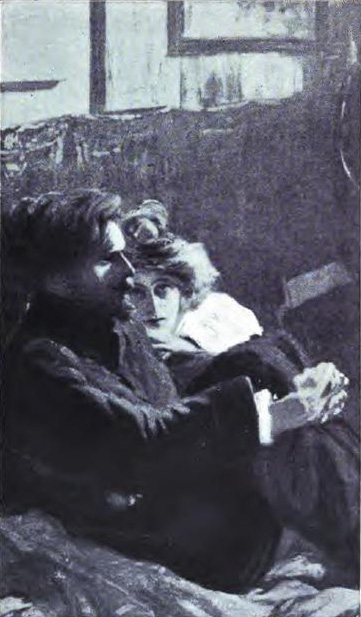
Le Signe jaune : l'artiste Scott et son modèle Tessie, prostrés après avoir lu la pièce
(anonyme, édition illustrée du Roi en jaune, New York / Londres, Harper & Brothers Publishers, 1902).

La pièce imaginaire Le Roi en jaune est composée de deux actes et d'au moins trois personnages : Cassilda, Camilla et le Roi en jaune.
Le recueil de nouvelles de Chambers présente des extraits de la pièce mythique, en préambule du livre mais aussi de certaines des nouvelles. Par exemple, le recueil présente dans son exergue la Chanson de Cassilda, réputée être extraite de la scène 2 du premier acte de la pièce :
Au long du lac se brisent les vagues de nuages

Les deux soleils jumeaux meurent sur ses rivages

Et les ombres s'allongent

Sur Carcosa

Si étrange est la nuit sous les étoiles noires

Si étranges les lunes tournant au ciel du soir

Mais plus étrange encore

Est Carcosa

Les chansons qu'aux Hyades un jour on chantera

Là où flottent en bruissant les guenilles du Roi

Doivent mourir sans bruit

Dans Carcosa

Ma voix déjà se meurt et le chant de mon âme

Doucement s'évanouit comme sèchent les larmes

Qu'on n'a jamais versées,

À Carcosa
L'introduction de la nouvelle Le Masque nous présente en exergue un autre extrait de la scène 2 du premier acte :
Camilla : Vous devriez, monsieur, vous démasquer.

L’étranger : Vraiment ?

Cassilda : Vraiment, il est temps. Nous avons tous ôté nos déguisements, sauf vous.

L’étranger : Je ne porte pas de masque.

Camilla : (terrifiée, à Cassilda.) Pas de masque ? Pas de masque !
Il est à noter que l'ensemble des extraits présentés proviennent du premier acte. Dans les nouvelles, il est précisé que si le premier acte paraît assez anodin, la lecture du second acte conduit le lecteur vers la folie, du fait de révélations « insupportables ». “La banalité et l'innocence même du premier acte n'étaient là que pour permettre au coup de tomber ensuite avec un effet d'autant plus terrible.” Le simple fait d'entrapercevoir même la première page du second acte piège le lecteur : « Si je n'avais pas entrevu le début du second acte, je n'aurais jamais terminé le livre (…) » (Le Restaurateur de réputations).
De fait, Chambers ne fournit que de vagues allusions au sujet du contenu global de la pièce ; ainsi dans cet extrait du Restaurateur de réputations :

« Il évoqua l'installation de la dynastie à Carcosa et les lacs qui reliaient Hastur, Aldébaran, et le mystère des Hyades. Il parla de Cassilda et de Camilla, et sonda les nébuleuses profondeurs de Demhe et le lac de Hali. "Les haillons festonnés du Roi en jaune doivent dissimuler Yhtilli pour toujours", murmura-t-il, mais je ne crois pas que Vance l'entendit. Ensuite il fit suivre à Vance, petit à petit, les ramifications de la famille impériale jusqu'à Uoht et Thale, de Naotalba et du Spectre de la Vérité jusqu'à Aldones, puis repoussant le manuscrit et les notes, il commença à raconter la prodigieuse histoire du Dernier des Rois. »

Un passage similaire apparaît dans Le Signe jaune, nouvelle dans laquelle les deux protagonistes finissent par lire Le Roi en jaune :

« La nuit tomba et les heures continuaient à s'écouler, mais nous parlions toujours du Roi et du Masque blême, et minuit sonna aux clochers de la ville noyée de brume. Nous parlions de Hastur et de Cassilda, alors qu'au-dehors le brouillard tourbillonnait aux fenêtres, tout comme les vagues nébuleuses du lac de Hali roulent et se brisent sur ses rivages. »

## Genèse

### Sources d'inspiration

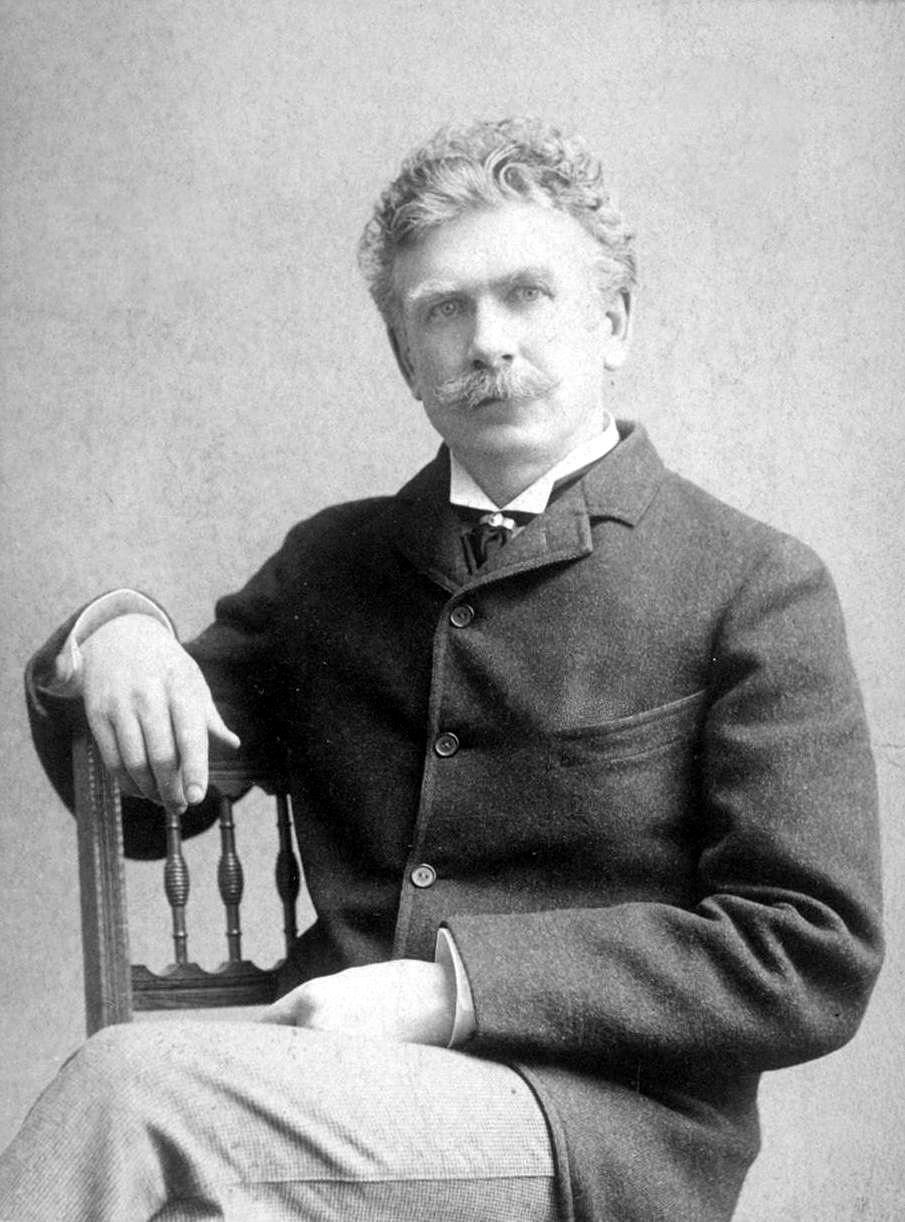
Ambrose Bierce.

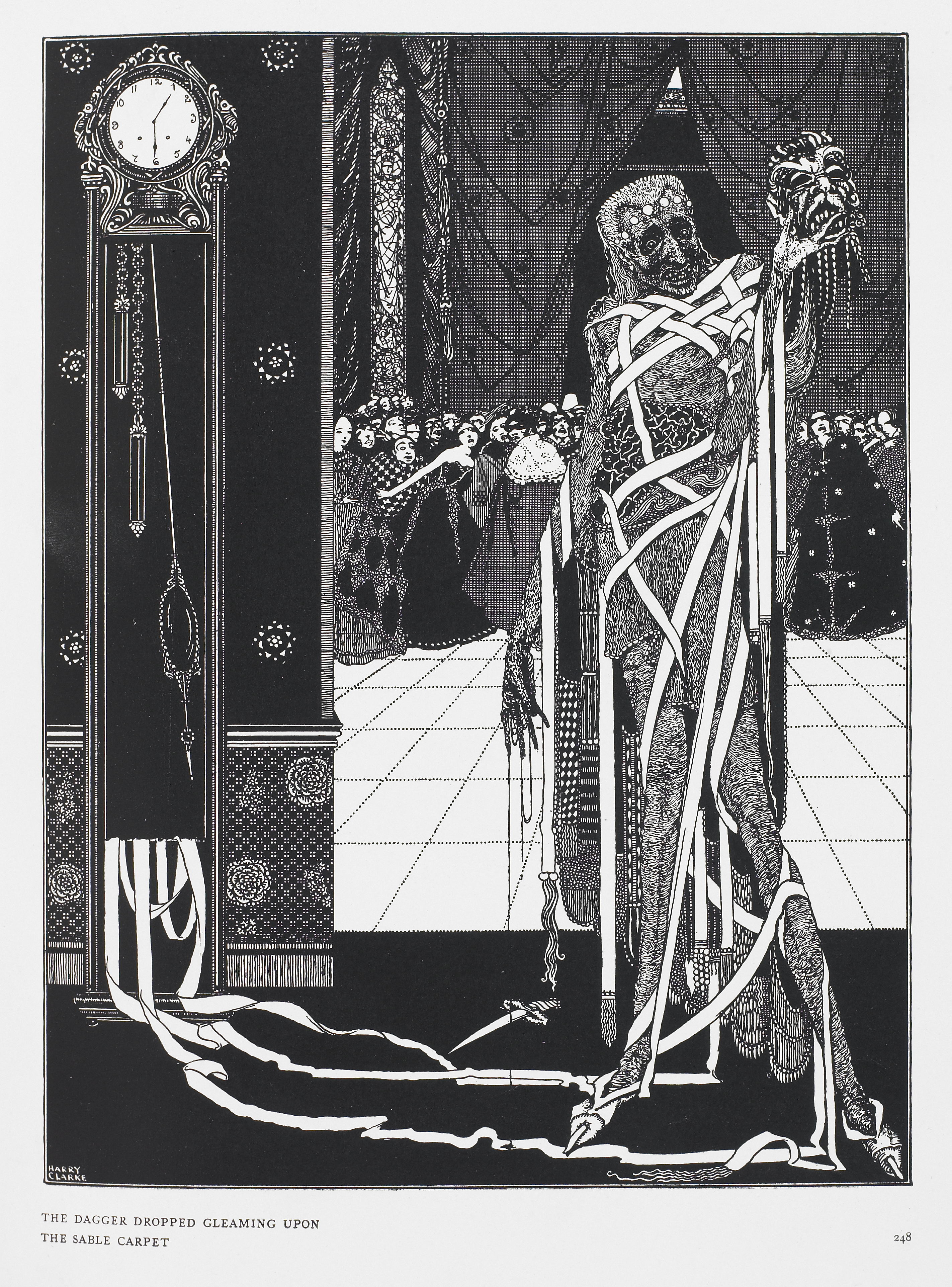
Le Masque de la mort rouge d'Edgar Allan Poe, illustration de Harry Clarke (1919).

Les noms Carcosa, Hali et Hastur sont empruntés à Ambrose Bierce, plus particulièrement à ses nouvelles Un habitant de Carcosa et Haita le berger. Rien ne semble indiquer que Chambers ait été inspiré par ces textes, au-delà de l'emprunt des mots. Ainsi, dans Haita le berger Hastur est un dieu des bergers, alors que dans Le Restaurateur de réputations, ce nom désigne implicitement un lieu, cité en même temps que les Hyades et Aldébaran.
D'autres influences sont possibles. Par exemple, on peut remarquer que le synopsis de la nouvelle Le Masque de la mort rouge d'Edgar Allan Poe rappelle beaucoup des passages de la pièce mythique de Chambers : un bal masqué est donné par des aristocrates décadents qui se sont isolés du monde extérieur afin de se protéger d'une terrible épidémie, la Mort rouge. À minuit un étranger apparaît, vêtu d'un linceul sanglant, déguisé à la manière d'une victime de la Mort rouge. Alors que les convives outragés tentent de s'emparer de l'étranger afin de le démasquer, ils ne trouvent qu'un linceul vide et un masque ; alors, un par un, ils meurent, terrassés par l'épidémie. Dans les deux récits, les couleurs ont une importance fondamentale, anxiogène, l'ambiance de fête dissimule mal une terreur extrême et enfin, les deux étrangers sont des messagers surnaturels, porteurs de mort et de déréliction.
D'autres textes, notamment ceux des auteurs symbolistes, ont pu avoir une influence sur le recueil de Chambers. La nouvelle Le Roi au masque d'or de Marcel Schwob, écrivain ami d'Oscar Wilde, fut publiée en 1893, très peu de temps après le séjour parisien de Chambers (qui était venu étudier la peinture à l'académie Jullian de 1886 à 1892). Dans son récit, Schwob emploie l'expression « masque blême », que Chambers reprendra en évoquant un étrange « Pallid Mask » dans Le Roi en jaune.
Les premières pièces symbolistes de Maurice Maeterlinck constituent également une influence notable. La Princesse Maleine, publiée en France en 1890, et Pelléas et Mélisande (1892), ont eu un retentissement considérable auprès de la critique littéraire de l'époque. Chambers connaissait l'écrivain belge, comme le montre un passage de la nouvelle A Matter of Interest.

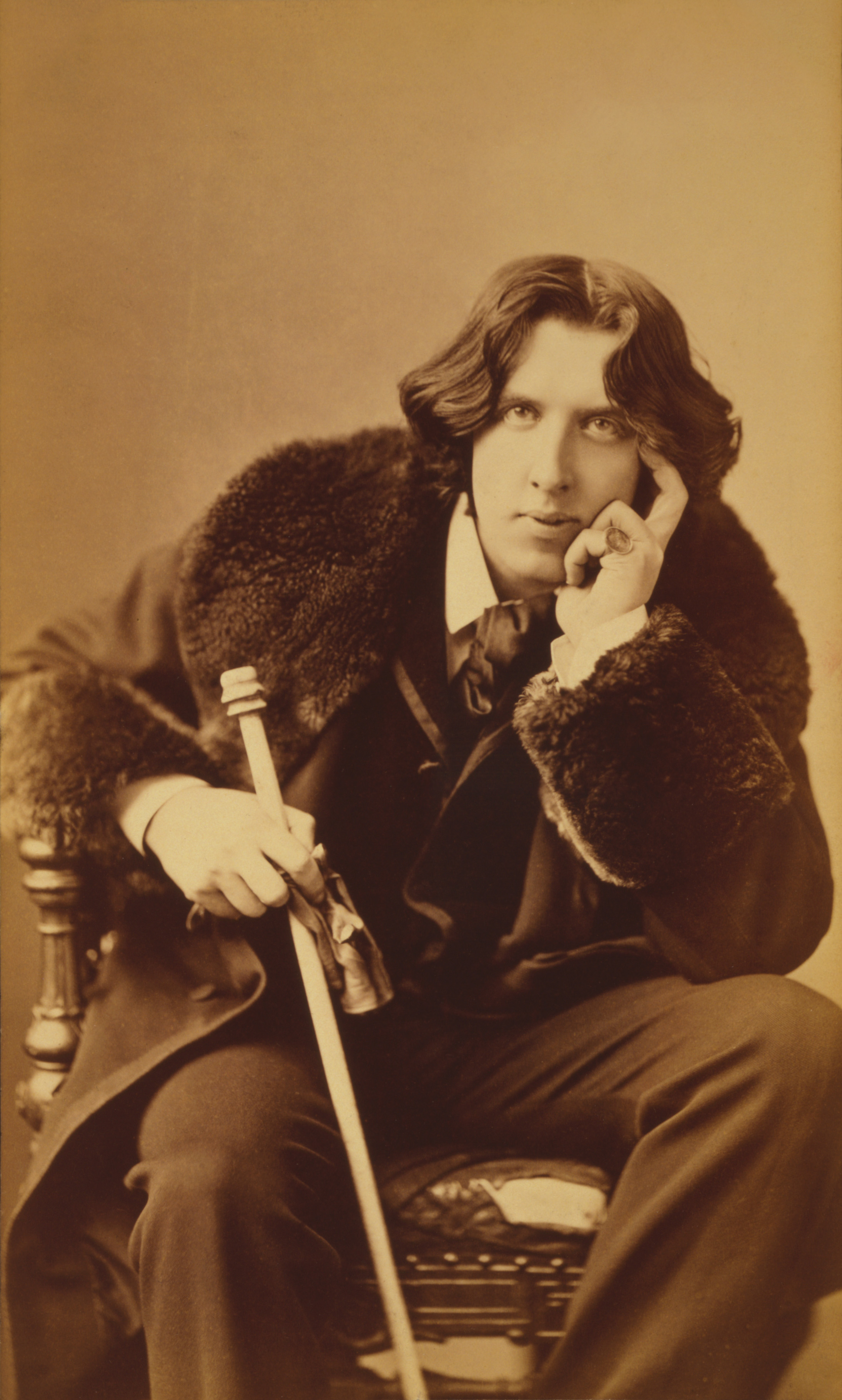
Oscar Wilde (photographié en 1882 par Napoléon Sarony).
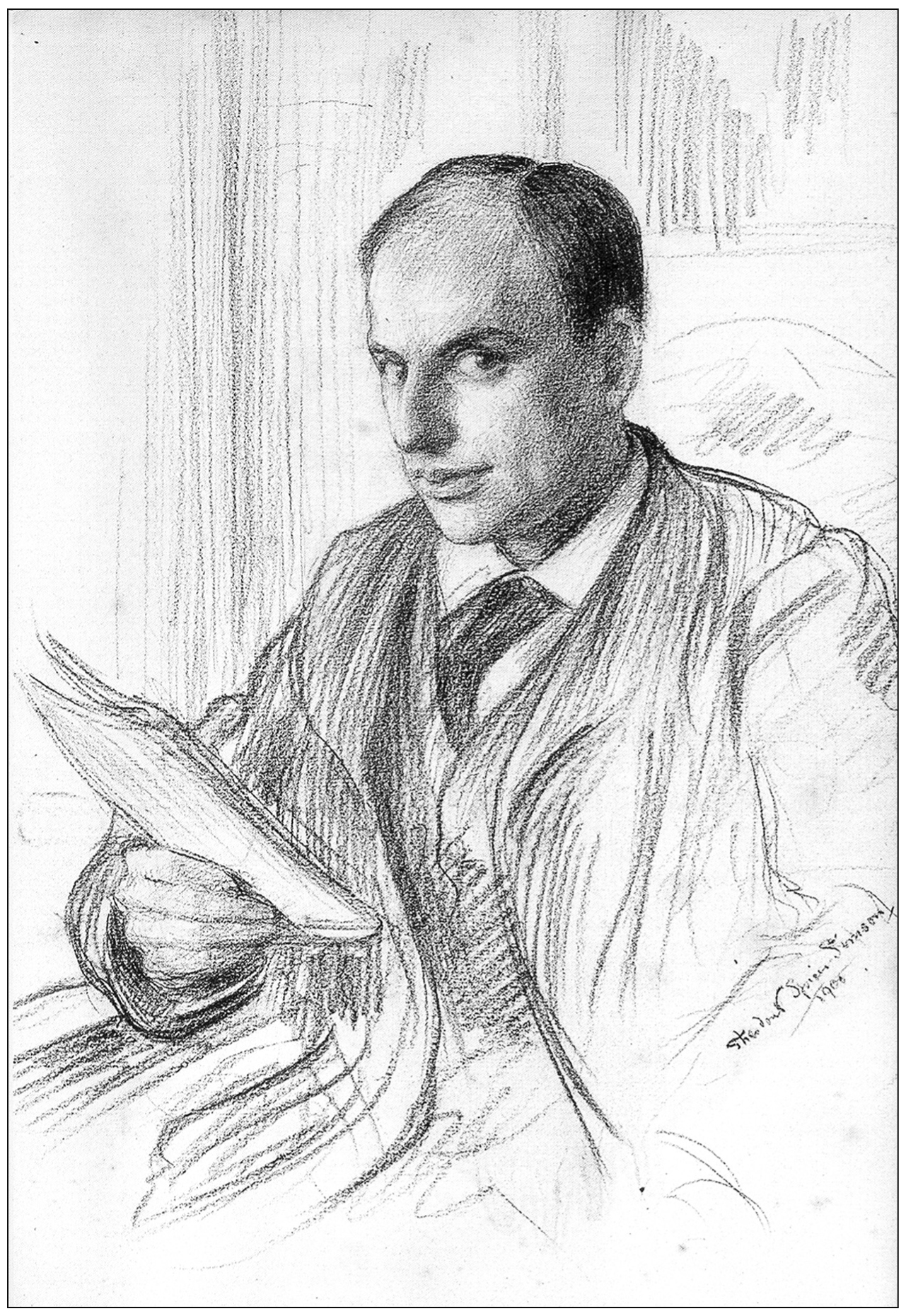
Marcel Schwob (portrait publié par L'Illustration en 1905).
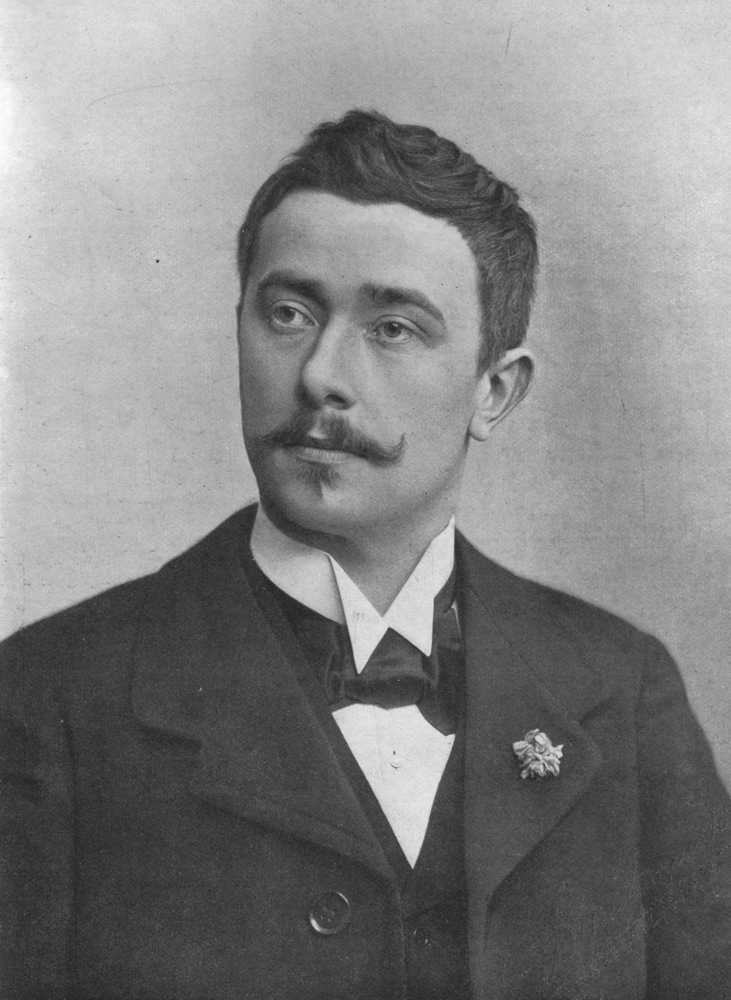
Maurice Maeterlinck en 1901.

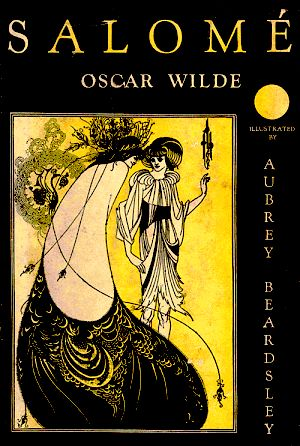
Salomé d'Oscar Wilde, illustration d'Aubrey Beardsley.

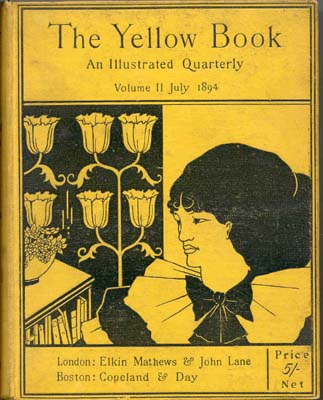
The Yellow Book,, juillet 1894, couverture illustrée par Aubrey Beardsley.
Revue représentative des courants esthétisants de la fin de l'époque victorienne.

Il est par ailleurs envisageable que la pièce d'Oscar Wilde, Salomé ait pu contribuer à l'élaboration du Roi en jaune. À l'instar de la pièce imaginaire, l'œuvre de Wilde a été tout d'abord publiée en français avant d'être traduite en anglais, puis interdite, du fait d'une réputation sulfureuse. Salomé se présente comme un drame en un acte et met en scène des personnages similaires à ceux de Chambers : une reine (Hérodias) et une princesse (Salomé) décadentes, un roi bientôt maudit (Hérode) et un prophète terrible et solennel (Iokannaan) annonciateur d'événements terribles. Le style solennel et inquiétant, le drame annoncé, inévitable, un sentiment diffus de malaise et d'attente, tous ces éléments évoquent la pièce de Chambers. Au tout début de Salomé, la lune est dépeinte comme « une petite princesse qui porte un voile jaune » ; plus loin, un jeune Syrien dit : « Comme la princesse est pâle ! Jamais je ne l'ai vue si pâle ». Le jeune Syrien est bientôt nommé par Salomé : son nom est Narraboth ; il implore celle-ci de ne pas regarder Iokanaan et, finalement, du fait de la témérité de la princesse, se suicide. Il convient d'ajouter que c'est Marcel Schwob qui a été le correcteur de la version originale de Salomé, en français au profit de son ami Oscar Wilde.
La couleur jaune symbolisait le mouvement décadent puisque les ouvrages français associés à ce mouvement littéraire paraissaient en Angleterre sous des couvertures de cette couleur. En outre, le jaune renvoie aux choix esthétiques de la mode à la fin du XIXe siècle, mis en avant notamment par des ouvrages tels que le Yellow Book, une parution littéraire associée à Oscar Wilde et Aubrey Beardsley. La couleur jaune représente également la quarantaine, notamment sur les navires — une allusion à la déréliction, à la maladie, et plus particulièrement aux troubles psychiatriques. Par exemple, la célèbre nouvelle Le Papier peint jaune qui met en scène la descente d'une femme dans la folie est publiée peu de temps avant la sortie du livre de Chambers.

## Insertion de Hastur et du Roi en jaune dans le mythe de Cthulhu

### Allusions par H. P. Lovecraft

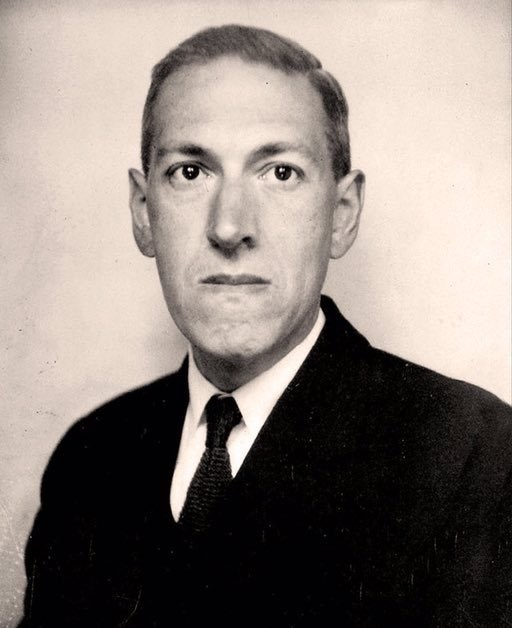
H. P. Lovecraft

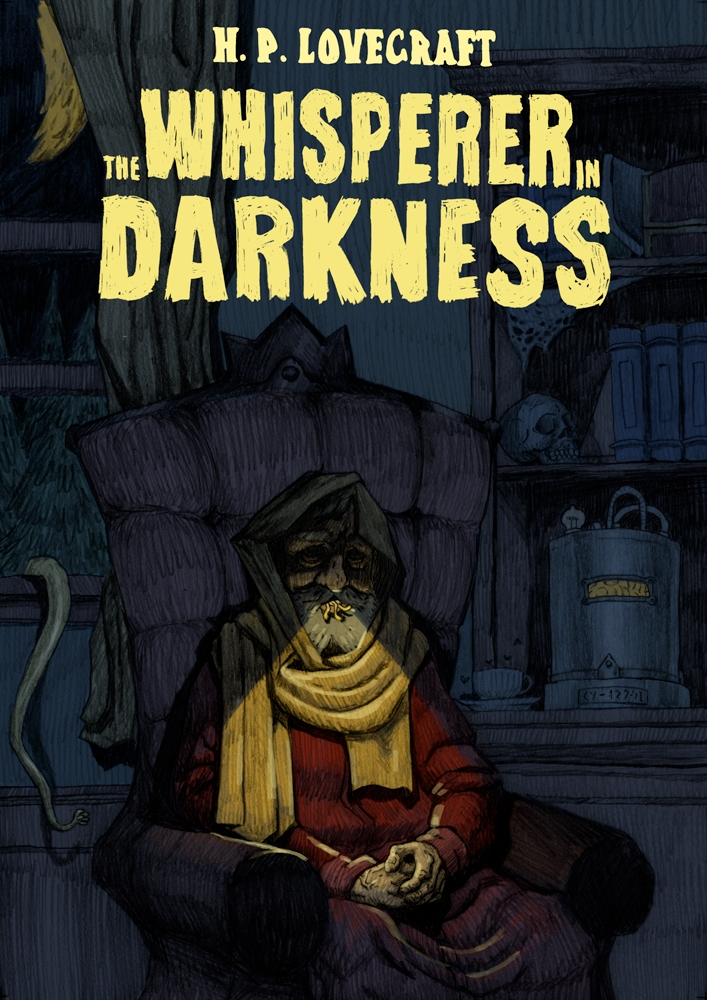
Celui qui chuchotait dans les ténèbres, nouvelle de H. P. Lovecraft
(illustration d'Alexander Moore).

Dans sa nouvelle Celephaïs (1920), Howard Phillips Lovecraft mentionne un étrange grand prêtre trônant dans un monastère isolé du plateau fictif de Leng. Dans La Quête onirique de Kadath l'inconnue (1926), le plus long texte se rattachant à son cycle du rêve, l'écrivain américain confronte l'infortuné voyageur Randolph Carter à ce terrifiant grand prêtre au visage voilé de soie jaune. L'exégète lovecraftien Robert M. Price évoque Yian, mystérieuse cité orientale dépeinte dans la nouvelle Yue Laou le Faiseur de lunes (The Maker of Moons, 1896) de Robert W. Chambers, comme source d'inspiration du plateau de Leng.
Cependant, les critiques littéraires S. T. Joshi, David Schultz et Christophe Thill observent qu'il s'agit uniquement d'une coïncidence car Lovecraft ne prend connaissance des nouvelles de Chambers qu'au début de l'année 1927,, lors de lectures préparatoires à la rédaction de son essai Épouvante et surnaturel en littérature. Jusqu'à cette date, le « maître de Providence » semblait considérer l'écrivain de Broadalbin House comme l'auteur exclusif de best-sellers à l'eau de rose. Or, à la fois enthousiasmé et surpris par sa découverte de l'œuvre de jeunesse chambersienne, Lovecraft insère in extremis des commentaires dithyrambiques du Roi en jaune dans son essai, réservant particulièrement ses louanges à la nouvelle Le Signe jaune dont il offre un court résumé.
La même année, dans sa courte nouvelle intitulée Histoire du Necronomicon (écrite en 1927 mais publiée uniquement en 1938), Lovecraft évoque facétieusement l'ouvrage fictif de l'arabe dément Abdul Alhazred comme source d'inspiration de la pièce imaginée par Robert W. Chambers (renommé « Robert W. Campbell » dans les éditions françaises en raison d'une coquille persistante),.
Par la suite, dans sa nouvelle Celui qui chuchotait dans les ténèbres (The Whisperer in Darkness, 1931), Lovecraft insère des références fugaces à l'œuvre chambersienne par le biais d'une litanie composée d'une succession de noms énigmatiques,. Sont ainsi cités Hastur, Yian, le lac de Hali et le Signe jaune. En outre, Lovecraft relie le Signe jaune à Hastur, mais, de cette courte et unique référence, il est impossible de déterminer ce que Lovecraft souhaitait suggérer par cette appellation : lieu, personne ou entité monstrueuse, ?

### Hastur, Grand Ancien du mythe de Cthulhu par August Derleth

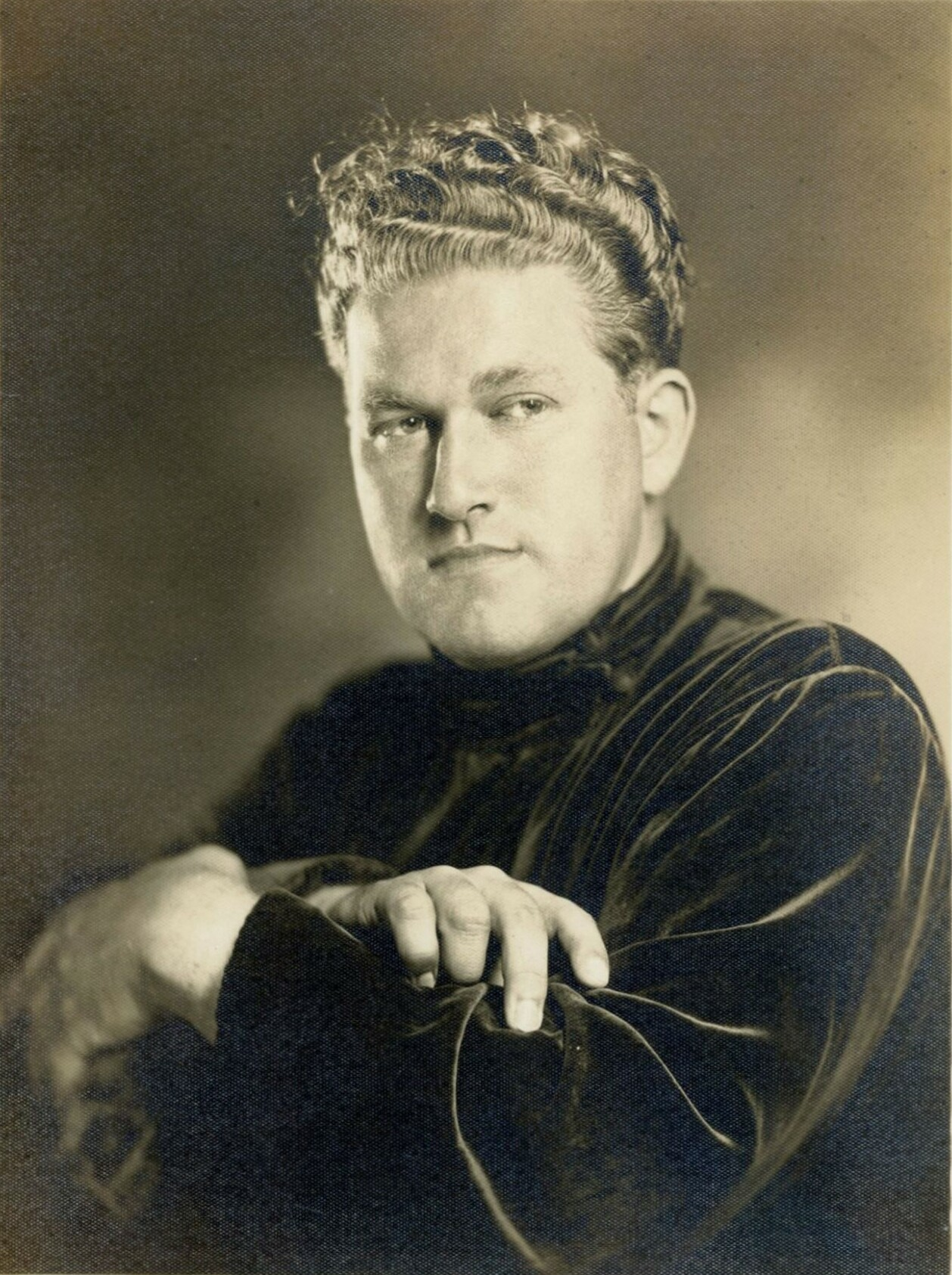
August Derleth en 1939.

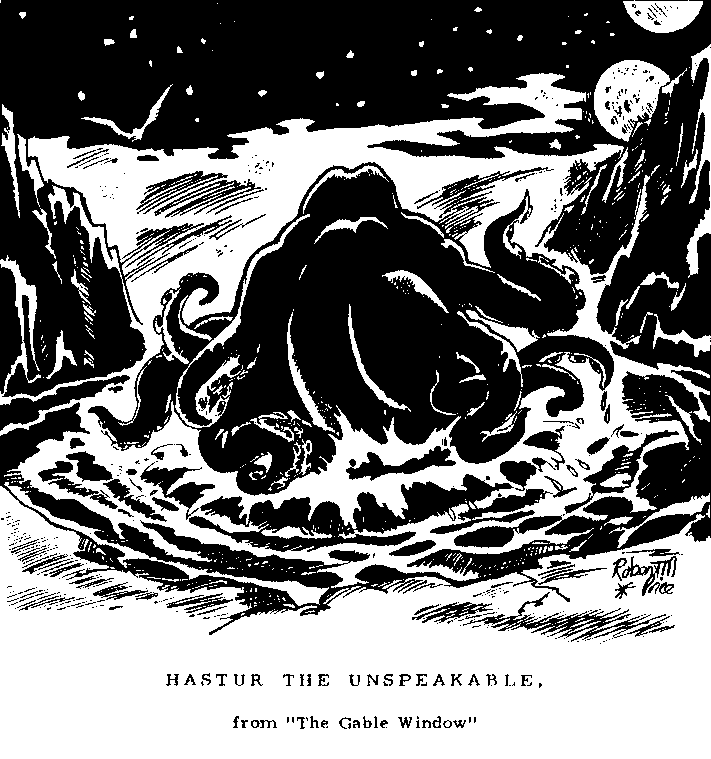
Hastur l'indicible tel qu'il apparaît dans la nouvelle La Fenêtre à pignon (1957) d'August Derleth.
Illustration de Robert M. Price publiée dans Crypt of Cthulhu no 6, numéro spécial « August Derleth », 1982.

Originaire de Sauk City dans l'État du Wisconsin et correspondant de H. P. Lovecraft avant de devenir son éditeur posthume, l'écrivain August Derleth conçoit sa vision personnelle de Hastur en extrapolant à partir des allusions susmentionnées, dans le cadre de son appropriation de l'univers fictionnel lovecraftien qu'il baptise « mythe de Cthulhu ». Ce faisant, Derleth envisage le mythe de Cthulhu comme une finalité qui annexerait certains récits antérieurs de la littérature fantastique pourvu que des éléments en aient été mentionnés par Lovecraft lui-même dans son œuvre. Par conséquent, August Derleth perçoit Le Roi en jaune comme l'un des chaînons conduisant au mythe et Robert W. Chambers comme un simple précurseur du « maître de Providence. »
Pendant qu'il conçoit le projet de sa nouvelle Le retour d'Hastur (The Return of Hastur) durant les années 1930, August Derleth paraît réserver d'emblée une place importante à sa création. Au cours de leurs échanges épistolaires, il suggère ainsi à Lovecraft d'adopter l'appellation « mythologie de Hastur » pour désigner l'entière « pseudo-mythologie » développée dans son œuvre littéraire. Cette proposition suscite une réponse courtoise mais réservée de l'intéressé par lettre en date du 16 mai 1931.
August Derleth fait initialement allusion à Hastur dans la nouvelle The Lair of the Star-Spawn, coécrite avec Mark Schorer et publiée dans le magazine Weird Tales en août 1932. Après la mort de Lovecraft, August Derleth popularise l'appellation « mythe de Cthulhu » en rédigeant - et publiant par le biais de sa maison d'édition Arkham House - des pastiches littéraires où Hastur tient quelquefois un rôle emblématique. Dans Le retour d'Hastur, récit paru finalement dans Weird Tales en mars 1939, l'écrivain de Sauk City dissipe toute l'ambiguïté lovecraftienne relative à Hastur en dépeignant l'entité comme un Grand Ancien tentaculaire et une force élémentaire maléfique d'air, « demi-frère » et rival du grand Cthulhu,.
Dans ses nouvelles du mythe de Cthulhu, August Derleth continue d'employer occasionnellement certains termes issus des récits de Chambers, notamment Hastur, Carcosa et le lac de Hali. Toutefois, le Roi en jaune et les autres personnages « disparaissent carrément du tableau », remarque le critique Christophe Thill.

### Jeu de rôleL'Appel de Cthulhu

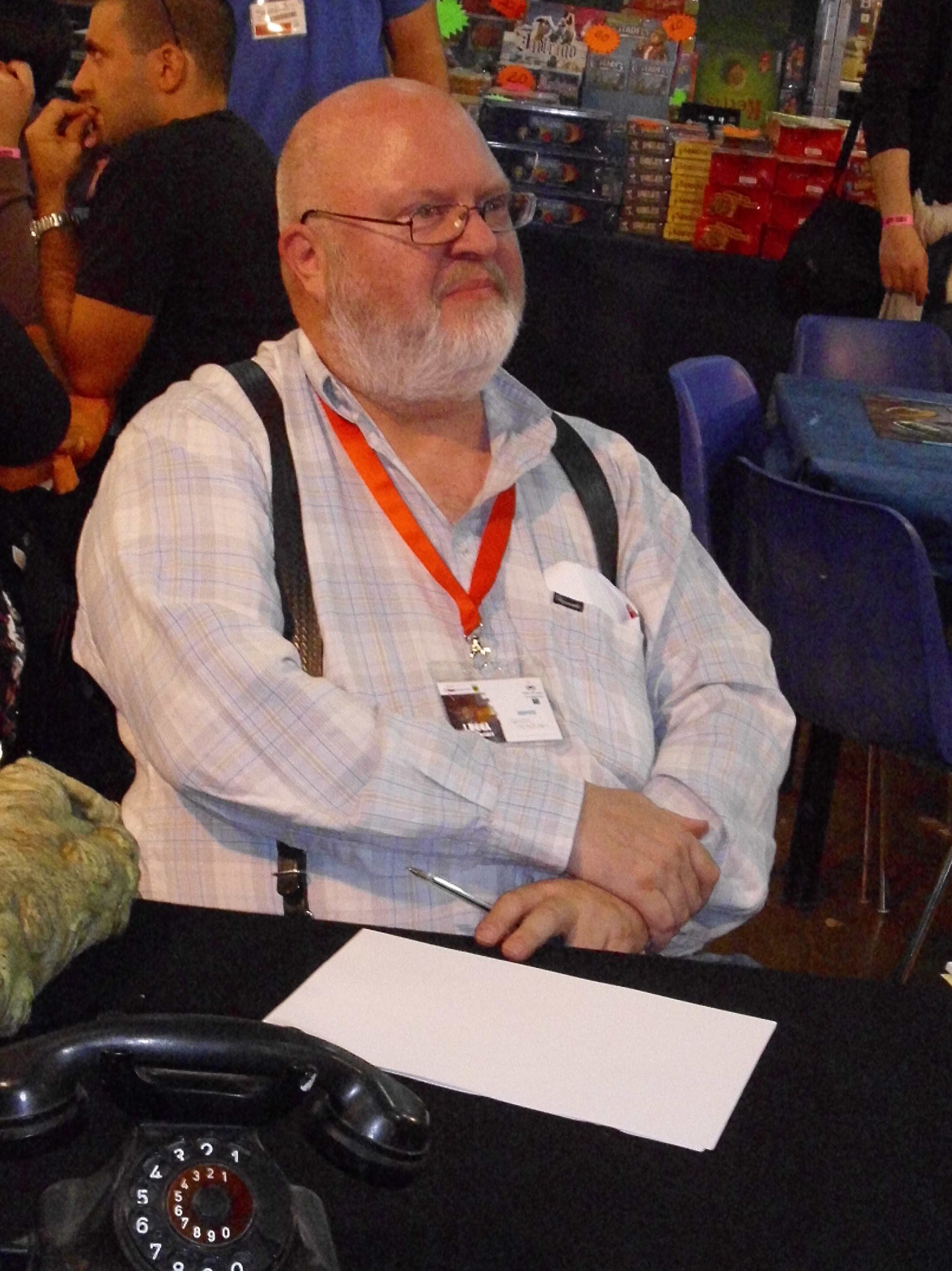
Sandy Petersen au Festival de bande dessinée de Lucques en 2011.

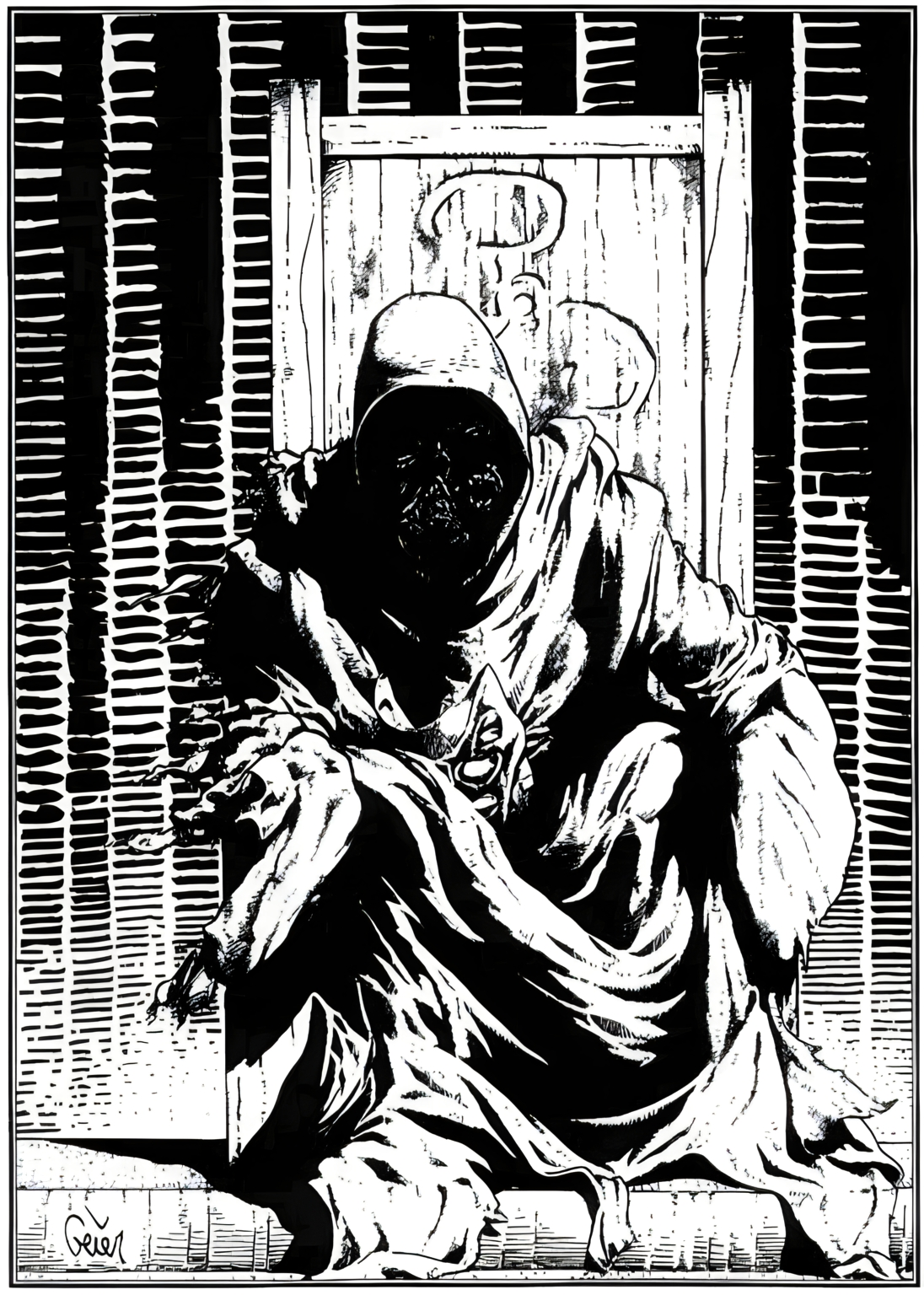
« Le Roi en jaune », illustration d'Earl Geier pour le scénario « Tatterdemalion » paru dans le supplément Expériences fatales du jeu de rôle L'Appel de Cthulhu publié par Chaosium.
Le Signe jaune ornant le dossier du trône a été conçu par Kevin A. Ross pour le scénario « Dites-moi, auriez-vous vu le Signe jaune ? » inclus dans le supplément Les Grands Anciens.

Publié par les éditions Chaosium en 1981, le jeu de rôle L'Appel de Cthulhu reprend le principe de la classification du mythe de Cthulhu inaugurée par August Derleth, en vue d'établir un bestiaire composé de créatures antagonistes des personnages joueurs. Hastur y est initialement représenté comme une monstrueuse entité tentaculaire conforme au Grand Ancien derlethien, bien que sa nature d'élémentaire d'air ne soit pas retenue par l'auteur rôliste Sandy Petersen.
Dans les éditions suivantes du livre de base ainsi que dans certains suppléments du jeu de rôle, le Roi en jaune apparaît en tant qu'avatar de Hastur l'indicible. À l'instar de la figure syncrétique esquissée par Lin Carter, cette interprétation de Hastur associe la conception d'inspiration symboliste de Robert W. Chambers aux fictions d'August Derleth relatives au mythe de Cthulhu. Décrit comme un être voûté, vêtu de haillons jaunâtres et portant le « Masque pâle » (Pallid Mask), l'incarnation rôliste du Roi en jaune utilise la pièce éponyme pour répandre sciemment la folie parmi l'humanité. Dépourvu du Masque pâle, le visage de Hastur offre une vision horrifiante, capable de briser la raison (« des yeux inhumains au milieu d'un océan suppurant d'orifices, comme des bouts d'asticots ; chair en déliquescence, tuméfiée et glaciale, fluide, constamment se reformant. »). Certaines descriptions et illustrations ultérieures insistent davantage sur le caractère composite de cette version du Roi en jaune, en dotant celui-ci des tentacules distinctifs des créatures du mythe.
Alors que le synopsis de la pièce n'est décrit nulle part dans l'œuvre de Chambers, Kevin Ross en élabore un pour « Tell Me, Have You Seen the Yellow Sign ? » (1989), scénario du jeu de rôle. Dans la version de Ross, le drame se déroule au sein d'une cité fantastique nommée Ythill, sise au bord du lac de Hali, proche de l'étoile Aldébaran. L'intrigue tourne autour des membres de la famille royale régnant sur la cité et de leurs luttes pour s'emparer du trône. Le cours de leurs vies est bouleversé lorsque se répand la nouvelle de l'arrivée en ville d'un mystérieux étranger, porté par des démons ailés. L'étranger porte, bien en évidence, le Signe Jaune ainsi qu'un inquiétant « masque pâle ». Dans le même temps, tous les habitants de Ythill commencent à apercevoir le mirage d'une cité, sur la rive opposée du lac de Hali. Les plus hautes tours de cette cité sont cachées par une des deux lunes de la planète. La famille royale interroge l'étranger qui dit s'appeler Le Fantôme de la Vérité ; celui-ci n'apporte que des réponses énigmatiques et prétend être l'émissaire d'un être mythique et terrible connu comme Le Roi en jaune ou Le Dernier Roi. À l'occasion d'un bal masqué donné en l'honneur de la famille royale, le Fantôme de la Vérité révèle que son masque pâle n'est pas un masque, mais son véritable visage. Outragés, la reine et le grand prêtre le font torturer à mort mais ne lui en arrachent pas plus de renseignements. Pendant que le Fantôme de la Vérité agonise, le Roi en jaune arrive d'au-delà du lac de Hali, répandant la folie parmi la population d'Ythill alors même que la cité mirage sur l'autre rive disparaît. Le Roi en Jaune informe alors la famille royale qu'Ythill est maintenant devenue la légendaire cité de Carcosa, gouvernée par le Roi en jaune. La pièce s'achève alors que la famille royale attend une fin imminente.
Dans le scénario « Le Roi de chiffes et de loques » (The King of Shreds and Patches, 1995), Justin Hayes imagine des origines plus anciennes à la pièce Le Roi en jaune, situant ses premières ébauches non plus dans le cadre du mouvement décadent de la fin du XIXe siècle mais à l'orée du XVIIe siècle. Ce contexte élisabéthain permet à Hayes d'associer fictionnellement certains auteurs célèbres (Christopher Marlowe, William Shakespeare, etc.) à l'œuvre théâtrale surnaturelle.
Dans « The Road to Hali », article paru en 1990 dans le numéro 1 du fanzine The Unspeakable Oath, John Tynes affirme s'éloigner délibérément du concept du Grand Ancien tentaculaire conforme à la vision d'August Derleth, tel que présenté dans le livre de base édité par Chaosium. Souhaitant revenir aux récits fondamentaux de Robert W. Chambers, Tynes dépeint la cité de Carcosa ainsi que la manière d'y faire évoluer les personnages des joueurs. Par ailleurs auteur des nouvelles de la « trilogie Broadalbin », John Tynes développe ensuite son contexte rôliste dans « The Hastur Mythos », chapitre inclus dans le supplément Countdown (1999) édité par Pagan Publishing pour le contexte contemporain Delta Green développé pour le jeu de rôle L'Appel de Cthulhu. L'auteur y assimile le Roi en jaune à une incarnation de l'entropie, « curieux avatar » immatériel de Hastur, dans un contexte visant à reproduire une ambiance étrange inspirée des nouvelles Le Fleuve des songes nocturnes (1981) de Karl Edward Wagner et The Courtyard (1994) d'Alan Moore.

## Autres influences

### Littérature

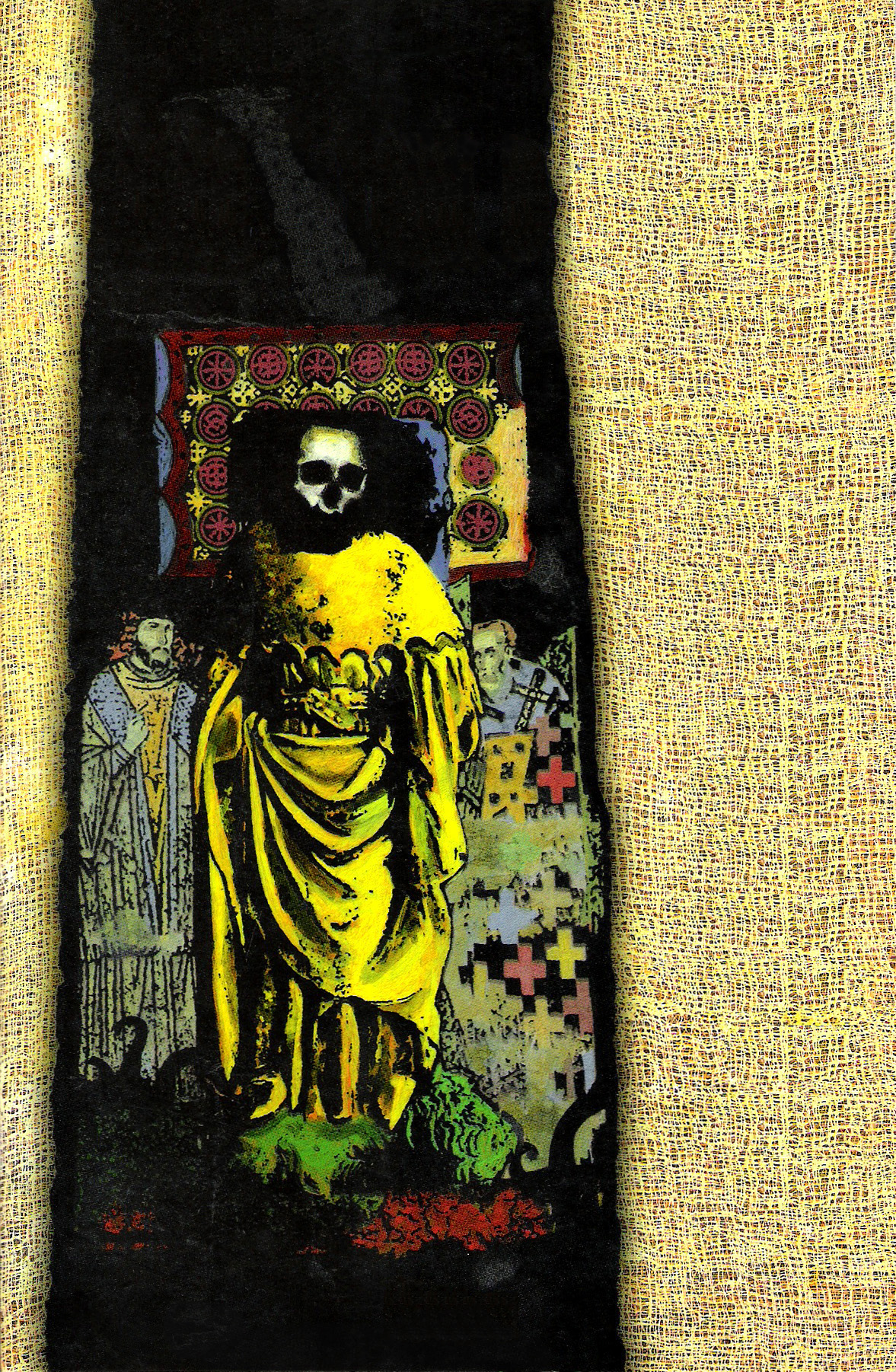
Illustration d'inspiration symboliste de Sylvain Cordurié pour la couverture du recueil Le cycle d'Hastur.

- Plusieurs auteurs se sont essayés à écrire le texte de la pièce mythique Le Roi en jaune[24], notamment James Blish (More Light, 1970), Lin Carter (Tatters of the King, 1986), Thom Ryng (The King in Yellow, 2000) et Jean Hautepierre (Le Roi en Jaune, 2015).
- Karl Edward Wagner l'a utilisé comme thème pour sa nouvelle Le Fleuve des songes nocturnes (The River of Night's Dreaming).
- John Tynes a écrit trois nouvelles autour du thème : Ambrose, Sosostris et Broadalbin.
- Lawrence Watt-Evans a adopté le nom pour son grand prêtre de la mort immortel dans une série de romans: The Lure of the Basilisk, The Seven Altars of Dusarra, The Sword of Bheleu, et The Book of Silence, connus en tant que série sous le nom de The Lords of Dûs.
- Dans Le Nombre de la bête de Robert A. Heinlein, Zeb Carter indique que le « monde » du Roi en jaune est à éviter.
- La nouvelle de Brian Keene The King (dans Yellow) conte l'histoire d'un couple contemporain qui assiste à une représentation de la pièce maudite. Elle a été publiée une première fois dans Fear of Gravity, et ensuite dans A Walk on the Darkside puis dans The Mammoth Book of Best New Horror 16.
- Les romans de la série Ténébreuse, de Marion Zimmer Bradley, présentent de nombreuses références à Aldones, Camilla, Cassilda, Carcosa, au lac de nuages de Hali, à Naotalba et surtout à Hastur. Même si Hali est une ville au bord d'un lac, les personnages et les lieux n'ont guère de rapport avec ceux de Chambers et le ton de la série est celui de la science-fiction classique et non pas de l'épouvante ou du fantastique. Bradley est d'ailleurs l'auteur d'un livre consacré à Chambers, intitulé The Necessity for Beauty (1974).
- À l'instar de sa sœur Marion, Paul Edwin Zimmer utilise aussi la nomenclature relative au Roi en jaune (Hastur, Hali, Carcosa) dans Dark Border, série de fantasy.
- Robert Silverberg a utilisé le dialogue entre Camilla, Cassilda et l'étranger comme épigraphe dans son roman Un jeu cruel (1967), de la même manière que Chambers dans Le Masque.
- L'écrivain Stephen King, dans son roman La Peau sur les os (écrit sous le pseudonyme de Richard Bachman), a inclus une référence au Roi en Jaune en tant que « boutique » dans laquelle la fille du protagoniste achète un objet.
- L'auteur policier Raymond Chandler a écrit une nouvelle intitulée The King in Yellow (1938), où la découverte du cadavre d'un trompettiste de jazz nommé King, vêtu d'un peignoir jaune, rappelle au narrateur Philip Marlowe un livre qu'il a lu.
- The Annihilation Score (2015), sixième tome de la série fantastique La Laverie, de Charles Stross, tourne autour d'une opérette écrite sur la base de la pièce de théâtre The King in Yellow.

### Bandes dessinées
- Ian Culbard (scénario et dessin), The King in Yellow, Londres, SelfMadeHero, 2015, 144 p., présentation en ligne.
- Le Roi en jaune est un personnage récurrent dans la série de bande dessinée Arcane Majeur. Le monde y est mû en sous-main par des organisations publiques (comme la CIA, le MI-6...) ou secrètes (la Mafia...), elles-mêmes influencées par des « joueurs » qui utilisent des cartes semblables à celles du tarot afin de manipuler le hasard. Le Roi en jaune, ancien joueur transformé par son utilisation intensive des cartes, possède une aura délétère et toxique qui terrifie les joueurs les plus puissants.
- Le Roi en jaune apparaît dans la série The Invisibles scénarisée par Grant Morrison.

### Adaptations filmiques
- 2001 : The Yellow Sign, moyen métrage américain réalisé par Aaron Vanek, d'après la nouvelle de Chambers Le Signe jaune, adaptée par l'auteur John Tynes[25].
- 2005 : Cigarette Burns, épisode 8, saison 1, de la série télévisée américaine Les Maîtres de l'horreur (Masters of Horror) réalisé par John Carpenter, d'après la nouvelle de Chambers, dont la trame est conservée : une œuvre obscure et maudite (dans cette version, un film introuvable) provoque, lors d'une simple vision, une violente folie.
- 2014 : True Detective, une série télévisée américaine créée par Nic Pizzolatto et diffusée sur HBO, mentionne à plusieurs reprises le Roi en jaune et Carcosa. La série met en vedette Matthew McConaughey, Woody Harrelson et Michelle Monaghan.

### Musique
- La chanson de Blue Öyster Cult E.T.I. (Extra-Terrestrial Intelligence) contient la phrase « King in yellow, Queen in red » dans son deuxième vers.
- Le groupe britannique de black metal, Anaal Nathrakh a écrit une chanson appelée The Yellow King dans son album de 2006 Eschaton, ainsi qu'une citation du livre dans ses notes liminaires.
- Le groupe néerlandais d'extreme metal Ancient Rites a écrit une chanson appelée Dim Carcosa dans l'album du même nom, chanson dont les paroles sont directement inspirées du Chant de Cassilda en exergue du Roi en jaune.

### Jeux de rôle, jeux de plateau
- Dans le numéro 134 du magazine Dungeon, est présentée une aventure pour Donjons et Dragons destinée à des personnages de 9e niveau. Écrite par Matthew Hope, And Madness Followed confronte les aventuriers à une barde qui effectue des représentations de la pièce maudite devant des auditoires de plus en plus importants, aliénant à chaque fois les spectateurs en les transformant en abominations du Royaume Lointain.
- The King in Yellow, une extension du jeu de plateau Horreur à Arkham de Chaosium, met en scène une troupe d'acteurs qui essaient de jouer la pièce éponyme à Arkham. Bien que le Roi lui-même n'apparaisse pas, la population entière de la ville risque de sombrer dans la folie si la pièce est jouée jusqu'à sa conclusion.
- Tatters of the King est une campagne de Chaosium pour le jeu de rôle L'Appel de Cthulhu. Centrée autour de Hastur, elle débute lors d'une représentation londonienne de la pièce Le Roi en jaune.
- La Route de Carcosa, est la campagne du second cycle du jeu de carte : Horreur à Arkham. Les investigateurs débutent la campagne en assistant à une représentation du Roi en Jaune au théâtre Ward d'Arkham.

### Jeux vidéo
- Le Roi en jaune est une des sources d'inspiration du jeu vidéo Signalis (2022). Une copie de ce recueil apparaît comme item dans le jeu.
- Dans le jeu Fear & Hunger (2018), le personnage Le'Garde prend le nom de Roi Jaune après être devenu un dieu.

### Éditions françaises duRoi en jaune
- Robert W. Chambers (trad. Jacques Finné, Jacqueline Fuller et Josiane Wiencek, nouvelles rassemblées et présentées par Jacques Finné), Le Roi de jaune vêtu : cinq récits de terreur [« The King in Yellow »], Verviers, Marabout, coll. « Bibliothèque Marabout. Fantastique » (no 589), 1976, 182 p. Édition incomplète ne contenant que les cinq premières nouvelles avec des titres différents[26].
- Robert W. Chambers (trad. de l'anglais par Christophe Thill, édition critique, texte intégral présenté par Christophe Thill), Le Roi en jaune [« The King in Yellow »], Noisy-le-Sec, Malpertuis, coll. « Absinthes, éthers, opiums », 2007, 267 p. (ISBN 978-2-917035-00-9, présentation en ligne). Première édition complète en français, avec préface, biographie, notes, articles et bibliographie par Christophe Thill[27].
- Robert W. Chambers (trad. de l'anglais par Christophe Thill), Le Roi en jaune : nouvelles [« The King in Yellow »], Paris, LGF - Le livre de poche, 2014, 384 p. (ISBN 978-2-253-18400-3, présentation en ligne). Édition incluant également une biographie de l'auteur, une postface (« True Detective et le roi en jaune » par Christophe Thill) et la nouvelle d'Ambrose Bierce, « Un habitant de Carcosa »[28].

### Essais et études
- (en) Marion Zimmer Bradley, « Two Worlds of Fantasy », Haunted, Samuel D. Russell, no 3 (vol. 1, no 3),‎ juin 1968, p. 82-85.
- (en) Marion Zimmer Bradley, « ... And Strange Sounding Names », dans Lyon Sprague de Camp et George H. Scithers (dir.), The Conan Swordbook, Baltimore, Mirage Press, 1969, XIII-255 p., p. 151-158.
- (en) Marion Zimmer Bradley, « The (Bastard) Children of Hastur : An Irrelevant Inquiry into the Ancestry and Progeny of the Hasturs », Nyctalops, vol. 1, no 6,‎ février 1972, p. 3-6.Article repris dans : (en) Marion Zimmer Bradley, « The (Bastard) Children of Hastur : An Irrelevant Inquiry into the Ancestry and Progeny of the Hasturs », dans Darrel Schweitzer (dir.), Essays Lovecraftian, Baltimore, T-K Graphics, 1976, IV-114 p., p. 60-66.
- (en) Donald R. Burleson, S. T. Joshi, Will Murray, Robert M. Price et David E. Schultz, « What Is the Cthulhu Mythos ? A Panel Discussion », Lovecraft Studies, West Warwick, Necronomicon Press, no 14,‎ 1987, p. 3-30 (lire en ligne)Traduction française : S. T. Joshi (dir.) (trad. de l'anglais par Philippe Gindre), Qu'est-ce que le Mythe de Cthulhu ? [« What is the Cthulhu Mythos ? »], Dôle, La Clef d'argent, coll. « KhThOn » (no 1), 2007, 4e éd. (1re éd. 1990), 60 p. (ISBN 978-2-908254-50-1, présentation en ligne).
- (en) Scott D. Emmert, « A Jaundiced View of America : Robert W. Chambers and The King in Yellow », The Journal of American Culture, vol. 22, no 2,‎ été 1999, p. 39–44 (DOI 10.1111/j.1542-734X.1999.2202_39.x).
- (en) Marco Frenschkowski, « Hali », dans S.T. Joshi (dir.), Dissecting Cthulhu : Essays on the Cthulhu Mythos, Lakeland (Floride), Miskatonic River Press, 2011, 280 p. (ISBN 978-0-9821818-7-4, présentation en ligne).
- (en) Daniel Harms, The Cthulhu Mythos Encyclopedia : A Guide to Lovecraftian Horror, Oakland (Californie), Chaosium, coll. « Call of Cthulhu Fiction », 1998, 2e éd. (1re éd. 1994), 425 p. (ISBN 1-56882-119-0)Réédition augmentée : (en) Daniel Harms, The Cthulhu Mythos Encyclopedia : A Guide to H. P. Lovecraft Universe, Elder Signs Press, 2008, 3e éd. (1re éd. 1994), 402 p. (ISBN 978-0-9748789-1-1 et 0-9748789-1-X, présentation en ligne).
- (en) S. T. Joshi et David Schultz, An H. P. Lovecraft Encyclopedia, New York, Hippocampus Press, 2004 (1re éd. 2001), 362 p. (ISBN 0-9748789-1-X, présentation en ligne).
- (en) S. T. Joshi, The Rise and Fall of the Cthulhu Mythos, Poplar Bluff, Mythos Books, 2008, 324 p. (ISBN 978-0-9789911-8-0, présentation en ligne)Réédition augmentée : (en) S. T. Joshi, The Rise, Fall, and Rise of the Cthulhu Mythos, New York, Hippocampus Press, 2015, 357 p. (ISBN 978-1-61498-135-0, présentation en ligne).
- (en) S. T. Joshi, « Robert W. Chambers », Crypt of Cthulhu, Cryptic Publications, no 22 (vol. 3, no 6),‎ roodmas, 1984, p. 26-33 (lire en ligne).
- (en) Jon S. Mackley, « The Shadow Over Derleth : Disseminating the Mythos in The Trail of Cthulhu », dans David Simmons (dir.), New critical essays on H. P. Lovecraft, New York, Palgrave Macmillan, 2013, XVI-259 p. (ISBN 978-1-13-733224-0 et 11-3-73322-47), p. 119-134.
- (en) Dirk W. Mosig, « H. P. Lovecraft : Myth-Maker », Whispers, vol. 3, no 1,‎ décembre 1976, p. 48–55.Article repris dans : (en) Dirk W. Mosig, « H. P. Lovecraft : Myth-Maker », dans S.T. Joshi (dir.), Dissecting Cthulhu : Essays on the Cthulhu Mythos, Lakeland (Floride), Miskatonic River Press, 2011, 280 p. (ISBN 978-0-9821818-7-4, présentation en ligne), p. 13-21.
- Martine Perez, « Œdipe et le bonheur ou les formes multiples d'une énigme sans fond : étude d'une épigramme d'Ambrose Bierce et d'un de ses contes, « Haïta the shepherd » », La Licorne, Poitiers, UFR de langues et littératures de l'Université de Poitiers / Maison des Sciences de l'Homme et de la Société, no 64 « L'Énigme »,‎ 2003, p. 229–240 (ISSN 0398-9992).
- (en) Robert M. Price, « Hastur — Whose Side is He on ? », Crypt of Cthulhu, Bloomfield, Cryptic Publications, vol. 1, no 6 « August Derleth Issue »,‎ fête de la saint-jean, 1982, p. 31 (lire en ligne).
- (en) Robert M. Price, « The Attestation Formula in the Necronomicon », Crypt of Cthulhu, Bloomfield (New Jersey), Cryptic Publications, vol. 1, no 8,‎ michaelmas, 1982, p. 23-24 (lire en ligne).
- (en) David E. Schultz, « Who needs the Cthulhu Mythos ? », Lovecraft Studies, West Warwick, Necronomicon Press, no 13,‎ automne 1986, p. 43-53 (lire en ligne)Article repris dans : (en) David E. Schultz, « Who needs the Cthulhu Mythos ? », dans S.T. Joshi (dir.), Dissecting Cthulhu : Essays on the Cthulhu Mythos, Lakeland (Floride), Miskatonic River Press, 2011, 280 p. (ISBN 978-0-9821818-7-4, présentation en ligne), p. 22-36.
- (en) Maciej Sulmicki, « Studies In Madness : Reality and Subjectivity in Alan Moore's Providence, Ambrose Bierce's "An Inhabitant of Carcosa" and Robert W. Chambers' "The Repairer of Reputations" », Zeszyty Naukowe Uczelni Vistula / Vistula University Working Papers, vol. 65, no 2,‎ février-avril 2019, p. 36-45 (lire en ligne).
- Christophe Thill (dir.), En compagnie du Roi en Jaune : L'univers fantastique de Robert W. Chambers, L'Œil du sphinx (ODS), coll. « Dragon & Microchips. Le fanzine qui rêve » (no 16), juillet 1999 (présentation en ligne sur le site NooSFere, lire en ligne).
- (en) Lee Weinstein, « Chambers and The King in Yellow », dans Darrel Schweitzer (dir.), Discovering Classic Horror Fiction, vol. I, Gillette (New Jersey), Wildside Press, 1992, 191 p. (ISBN 978-1-587-15002-9), p. 57-72.

### Littérature inspirée parLe Roi en jaune
- (en) Robert M. Price (dir.), The Hastur Cycle, Oakland (Californie), Chaosium, coll. « Call of Cthulhu Fiction », octobre 1993 (ISBN 978-1-56882-009-5, OCLC 30805574)Traduction française : Robert M. Price (dir.) (trad. de l'anglais par Anne Vétillard), Le cycle d'Hastur : nouvelles fantastiques [« The Hastur Cycle »], Montigny-les-Metz, Oriflam, coll. « Nocturnes », janvier 2000, 378 p. (ISBN 2-912979-06-4, présentation en ligne sur le site NooSFere).
- (en) Thom Ryng (préf. John Tynes), The King in Yellow, Seattle, Armitage House, avril 2006, 2e éd., 97 p. (ISBN 978-1-4116-8576-5, lire en ligne).
- (en) Peter A. Worthy ( éd.), Rehearsals for Oblivion : Act One, Elder Signs Press, 2006, 256 p. (ISBN 0-9779876-6-3, présentation en ligne).
- (en) Joseph S. Pulver ( éd.), A Season in Carcosa, Miskatonic River Press, 2013, 292 p. (ISBN 978-1-937408-00-8 et 1-937408-00-0, présentation en ligne).
- (en) Glynn Owen Barrass ( éd.), In the Court of the Yellow King, Celaeno Press, 2014, 368 p. (ISBN 978-4-902075-69-4 et 4-902075-69-5, présentation en ligne).
- (en) Joseph S. Pulver ( éd.), The King in Yellow Tales, vol. 1, CreateSpace Independent Publishing Platform, coll. « The King in Yellow Tales », 2015, 320 p. (ISBN 978-1-5117-8338-5 et 1-5117-8338-9, présentation en ligne).
- Jean Hautepierre, Le Roi en Jaune, Paris, Les Éditions de l'Œil du sphinx, coll. « Les manuscrits d'Edward Derby » (no 15), 2015, 132 p. (ISBN 979-10-91506-38-0, présentation en ligne).
- La Marque de Cthulhu, Paris, Editions 404, coll. « Escape Book » (no 5), 2017, 288 p. (ISBN 979-10-324-0157-6, présentation en ligne). Un récit interactif, où le lecteur incarne un bibliophile en quête du texte du Roi en jaune. Le chapitre 4 est une reconstitution fictive de la pièce maudite ; le chapitre 5 montre ce qu'il advient quand la représentation est accomplie.

### Suppléments du jeu de rôleL'Appel de Chtulhu
- (en) Kevin A. Ross (ill. Thomas B. Sullivan), « Tell Me, Have You Seen the Yellow Sign ? », dans Harry Cleaver, L.N. Isynwill, Doug Lyons, Kevin A. Ross et Marcus L. Rowland, The Great Old Ones, Oakland, Chaosium, 1989, 180 p. (ISBN 0-93363-538-9, présentation en ligne). Traduction française : Kevin A. Ross (trad. Denise Caussé, ill. Thomas B. Sullivan), « Dites-moi, auriez-vous vu le Signe jaune ? », dans Harry Cleaver, L.N. Isynwill, Doug Lyons, Kevin A. Ross et Marcus L. Rowland, Les Grands Anciens [« The Great Old Ones »], Descartes Éditeur, coll. « L'Appel de Cthulhu », 1990, 168 p. (ISBN 2-7408-0000-2, présentation en ligne).
- (en) Richard Watts (ill. Earl Geier), « Tatterdemalion », dans Russell Bullman, Gregory G. Detwiler, William G. Dunn, L.N. Isynwill et alii., Fatal Experiments, Oakland, Chaosium, 1990, 128 p. (ISBN 0-933635-72-9, présentation en ligne), p. 17-42. Traduction française : Richard Watts (trad. Bruno Billion, ill. Earl Geier), « Tatterdemalion », dans Russell Bullman, Gregory G. Detwiler, William G. Dunn, L.N. Isynwill et alii., Expériences fatales [« Fatal Experiments »], Descartes Éditeur, coll. « L'Appel de Cthulhu », 1992, 112 p. (ISBN 2-7408-0028-2, présentation en ligne), p. 16-40.Rédigée par Richard Watts et Penelope Love, une première mouture du scénario a été jouée sous le titre Tatterdemalion : An Experience in Fear lors de la sixième convention annuelle rôliste Arcanacon, tenue les 7-10 juillet 1988 à Melbourne, Australie, [lire en ligne].
- (en) Justin Hayes (ill. Adam Cogan), « The King of Shreds and Patches », dans Justin Hynes, Michael LaBossiere, Gary O'Connell et Lucya Szachnowski, Strange Aeons, Oakland, Chaosium, 1995, 80 p. (ISBN 1-56882-031-3, présentation en ligne). Traduction française : Justin Hayes (trad. Dominique Perrot, ill. Adam Cogan), « Le Roi de chiffes et de loques », dans Justin Hynes, Michael LaBossiere, Gary O'Connell et Lucya Szachnowski, Étranges époques [« Strange Aeons »], Descartes Éditeur, coll. « L'Appel de Cthulhu », 1996, 80 p. (ISBN 2-7408-0139-4, présentation en ligne). Traduction française : Justin Hayes (trad. Dominique Perrot), « Le Roi de chiffes et de loques », dans Justin Hynes, Michael LaBossiere, Gary O'Connell, Lucya Szachnowski et alii, Étranges époques 1 & 2 [« Strange Aeons »], Sans-Détour Éditions, coll. « L'Appel de Cthulhu », 2010, 224 p. (ISBN 978-2-917994-23-8, présentation en ligne).
- (en) Adam Scott Glancy, Dennis Peter Detwiller, John Tynes et John H. Crowe III (ill. Toren Atkinson, Dennis Peter Detwiller, Heather Hudson, John T. Snyder et Blair Reynolds), Countdown, Pagan Publishing, coll. « Delta Green », 1999, 440 p. (ISBN 1-887797-12-2, présentation en ligne), chap. 9 (« The Hastur Mythos »). Traduction française : Adam Scott Glancy, Dennis Peter Detwiller, John Tynes et John H. Crowe III (trad. Gaël Bonnand, Hervé Boudoir, Nicolas Caillon, André Caplain et alii., ill. Toren Atkinson, Heather Hudson, Loïc Muzy et John T. Snyder), Countdown, Sans-Détour Éditions, coll. « L'Appel de Cthulhu », 2009, 448 p. (ISBN 978-2-917994-32-0, présentation en ligne), « Le mythe d'Hastur ».
- (en) Tim Wiseman (ill. Antony Fentiman et Ashley Jones), Tatters of the King : Hastur's Gaze Gains Brief Focus Upon the Earth, Chicago, Chaosium, 2006, 232 p. (ISBN 1-56882-184-0, présentation en ligne). Traduction française : Tim Wiseman (trad. Valérie Florentin-Richy, ill. Antony Fentiman et Ashley Jones), Les Oripeaux du Roi [« Tatters of the King »], Sans-Détour Éditions, coll. « L'Appel de Cthulhu », 2009, 200 p. (ISBN 978-2-917994-03-0, présentation en ligne).
- (en) Oscar Rios (ill. Gibel Attridge), Ripples from Carcosa, Chaosium, coll. « Miskatonic University Library Association (MULA) Monographs », 2004, 106 p. (présentation en ligne). Réédition augmentée : (en) Oscar Rios (ill. Jan Pospíšil, Bradley McDevitt, Marco Morte, Erik York), Ripples from Carcosa, Chaosium, 2014, 132 p. (ISBN 978-1-56882-384-3, présentation en ligne).